# Корбальский могильник
Корбальский могильник — могильник чуди заволочской в Шеговарском сельском поселении Шенкурского района Архангельской области России.
Находится на второй надпойменной террасе левом берегу реки Ваги (приток Северной Двины), в 400 м от берега в лесу, в 1,5 км от деревни Корбала.
Открыт О. В. Овсянниковым в 1977 году. Насчитывает 20 погребений в грунтовых ямах, ныне лишённых каких-либо надмогильных сооружений. Могилы заметны по овальным западинам.
Раскопки установили следы срубов (2,3 х 0,8 м; 2,5 х 1,5 м), прослежено до пяти венцов в высоту. Погребения по образу кремации и ингумации. Ориентировка погребений — головой на юго-запад.
Инвентарь: железные топоры, ножи, кресала, бронзовые украшения (умбоновидные бляшки с привесками в виде утиных лап, зооморфные и пр.). В могилах собраны лепные и кружальные сосуды, поставленные в головах погребённых.
Это первый погребальный памятник чуди заволочской, раскопанный с применением современной методики археологических исследований.
Здесь же, на берегу реки Ваги, обнаружены следы разрушенного поселения XII—XIII веков площадью около 70 м².